# 신즈레이
신즈레이(중국어: 辛芷蕾, 병음: Xīn Zhǐlěi, 한자음: 신지뢰, 1986년 4월 4일~)는 중화인민공화국의 배우이다. 

## 출연작

### 드라마
- 2012년 후난위성텔레비전 금응독파극장 《편편애상니》 - 리지아선 역
- 2013년 저장 위성 텔레비전 중국람극장 《여인방》 - 가오신신 역
- 2014년 후난위성텔레비전 청춘일요일 《등소저》- 등소저의 절친 역
- 2018년 망고 TV 웹드라마 《행복고극력》 - 종콴콴 역
- 2018년 텐센트 웹드라마 《여의전》 - 김옥연 역
- 2018년 후난위성텔레비전 청춘진행중 《투파창궁》 - 미두사 역
- 2018년 장쑤 위성 텔레비전 행복극장 《연애선생》 - 구야오 역
- 2019년 텐센트 웹드라마 《귀취등지노청상》 - 홍고낭 역
- 2019년 저장 위성 텔레비전 중국람극장 《대착파파거유학》 - 린사 역
- 2019년 텐센트 웹드라마 《경여년》 - 해당타타 역
- 2020년 텐센트 웹드라마 《량전하》 - 요희 역
- 2021년 저장 위성 텔레비전 중국람극장 《수영》 - 뤄지아 역
- 2022년 아이치이 웹드라마 《초시공대완가》 - 라오아이민 역
- 2023년 아이치이 웹드라마 《번화》 - 리리/천전 역